# Plaménková gotika
Plaménková gotika též flamboyantní gotika (z francouzského flamboyant, planoucí) je ve vývoji gotické architektury poslední fází pozdní gotiky 15. století především ve Francii, Belgii a Anglii. Je pro ni typické prodloužení určitých tvarů kružby připomínající plameny. V českých zemích je jejím známým příkladem Vladislavský sál na Pražském hradě.

## Galerie

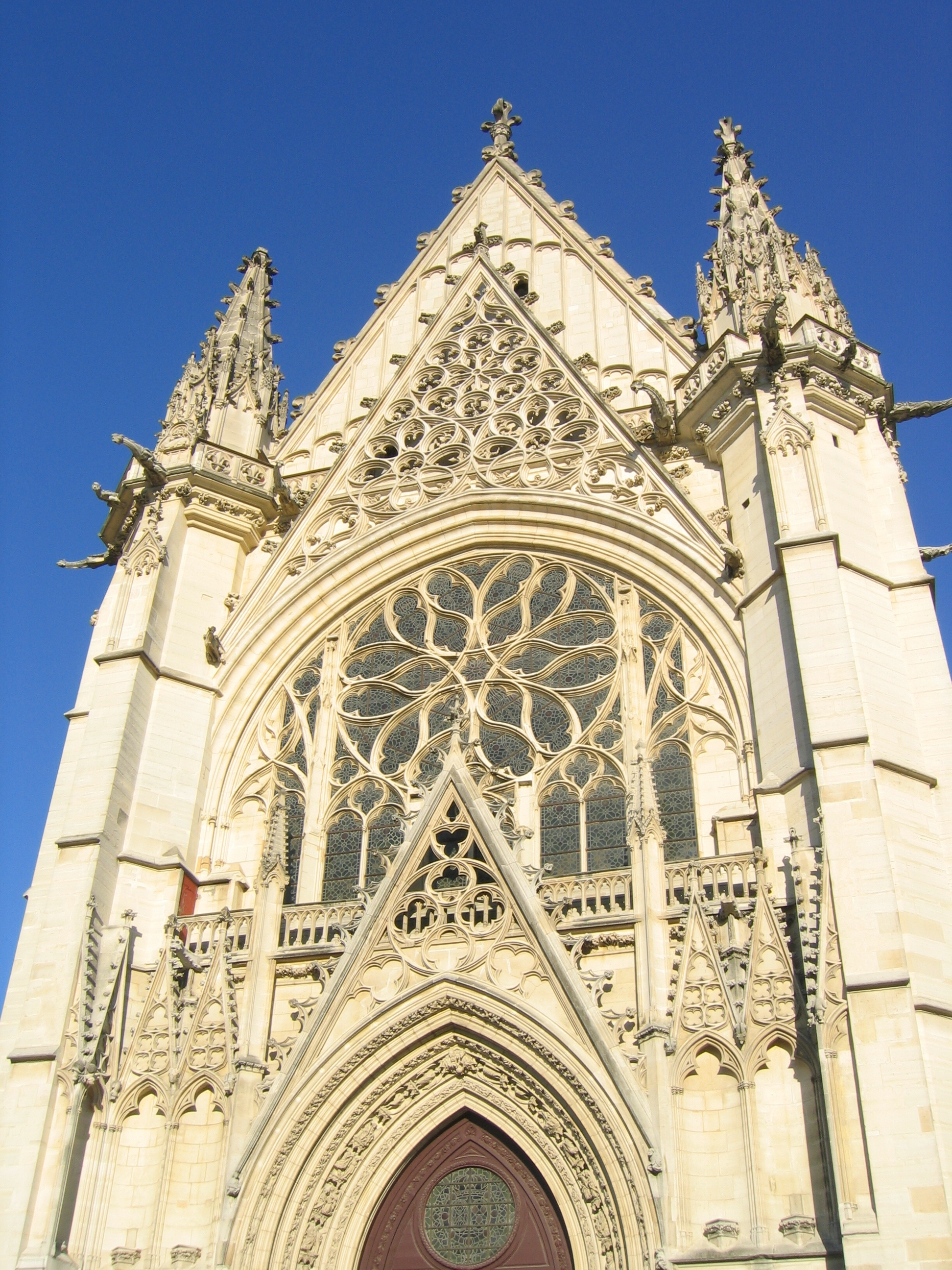
Západní fasáda kaple zámku Vincennes
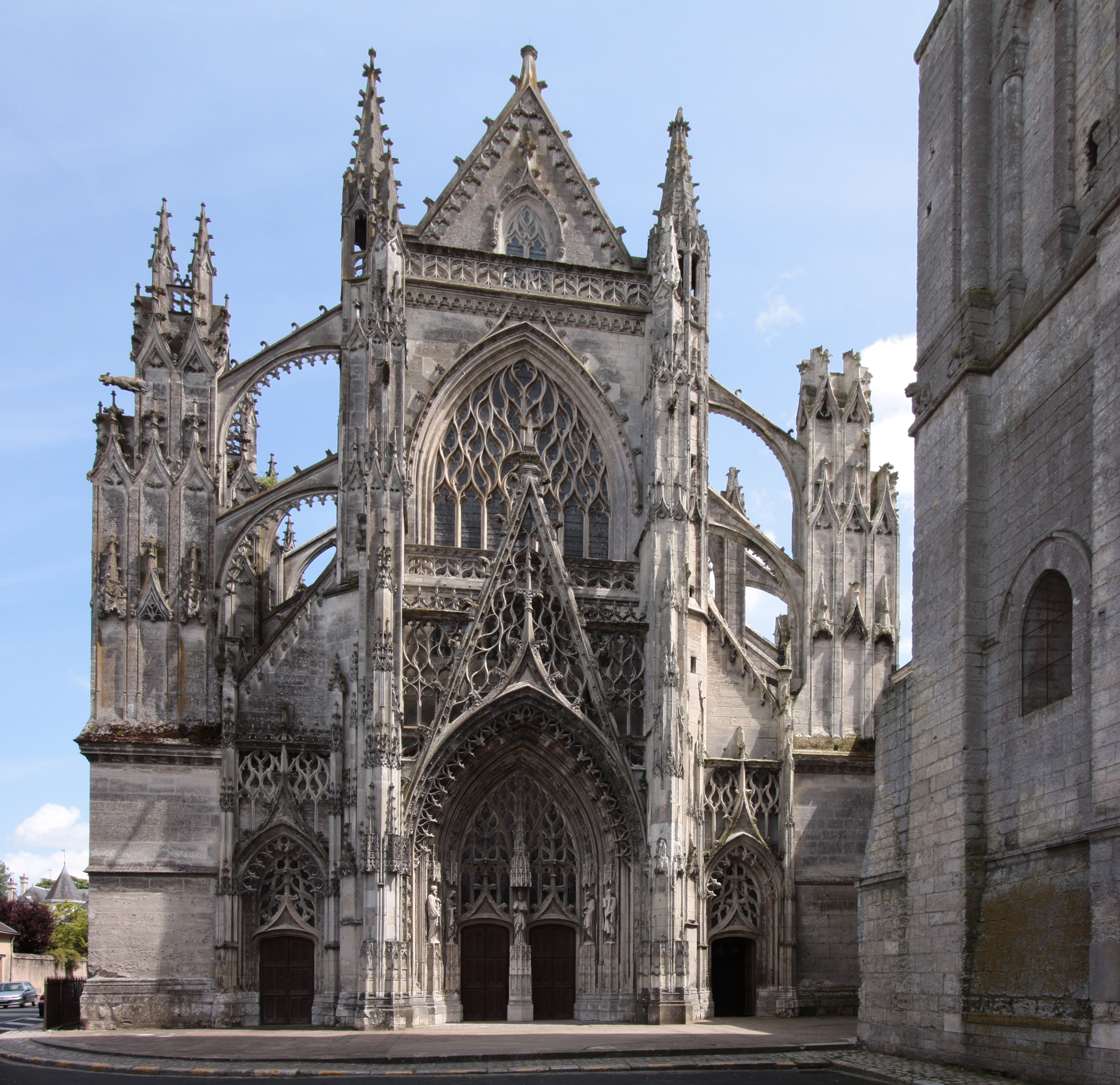
Západní fasáda opatství ve Vendôme
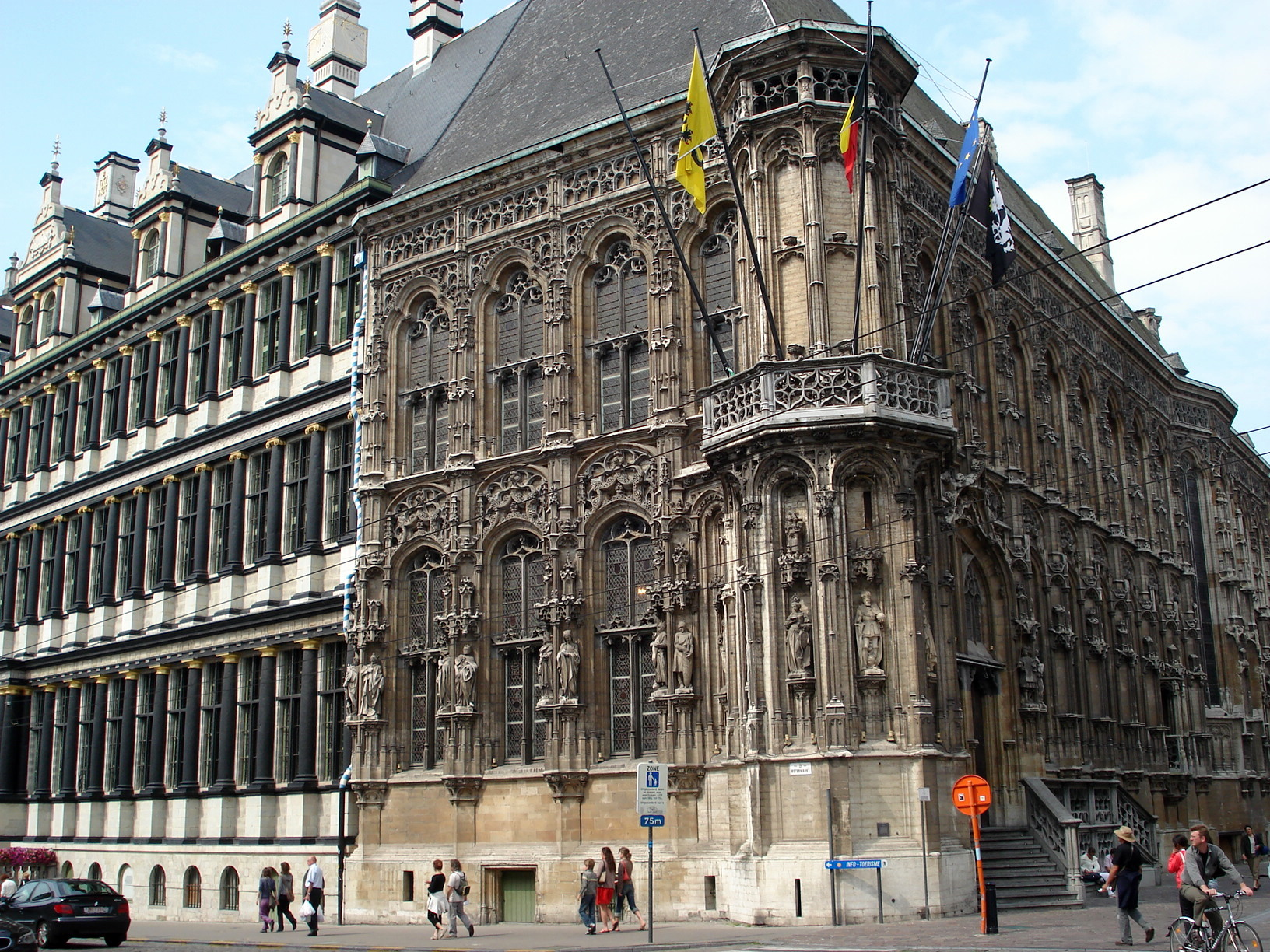
Fasáda radnice v Gentu
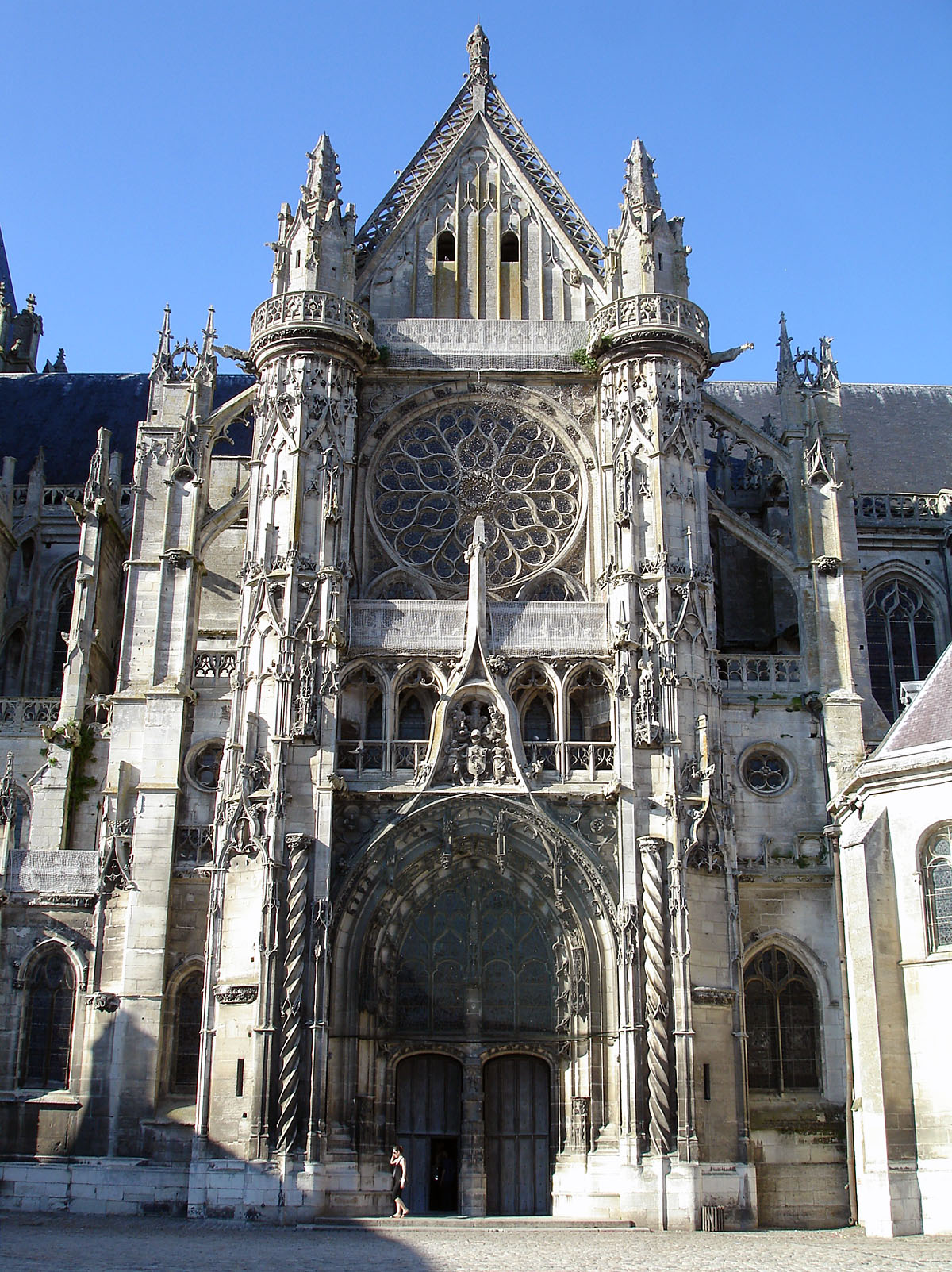
Jižní fasáda transeptu katedrály v Senlis
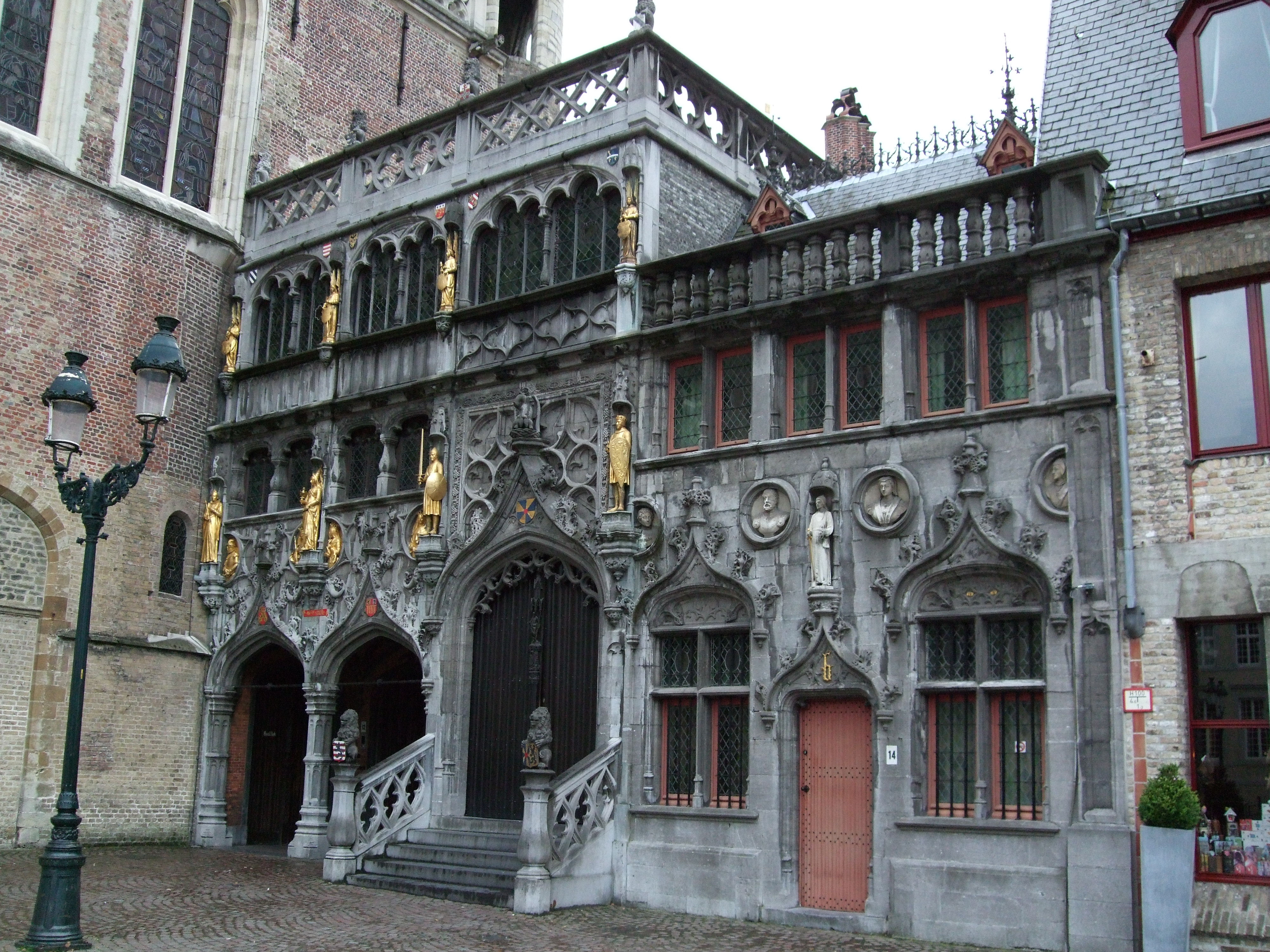
Portál baziliky v Bruggách

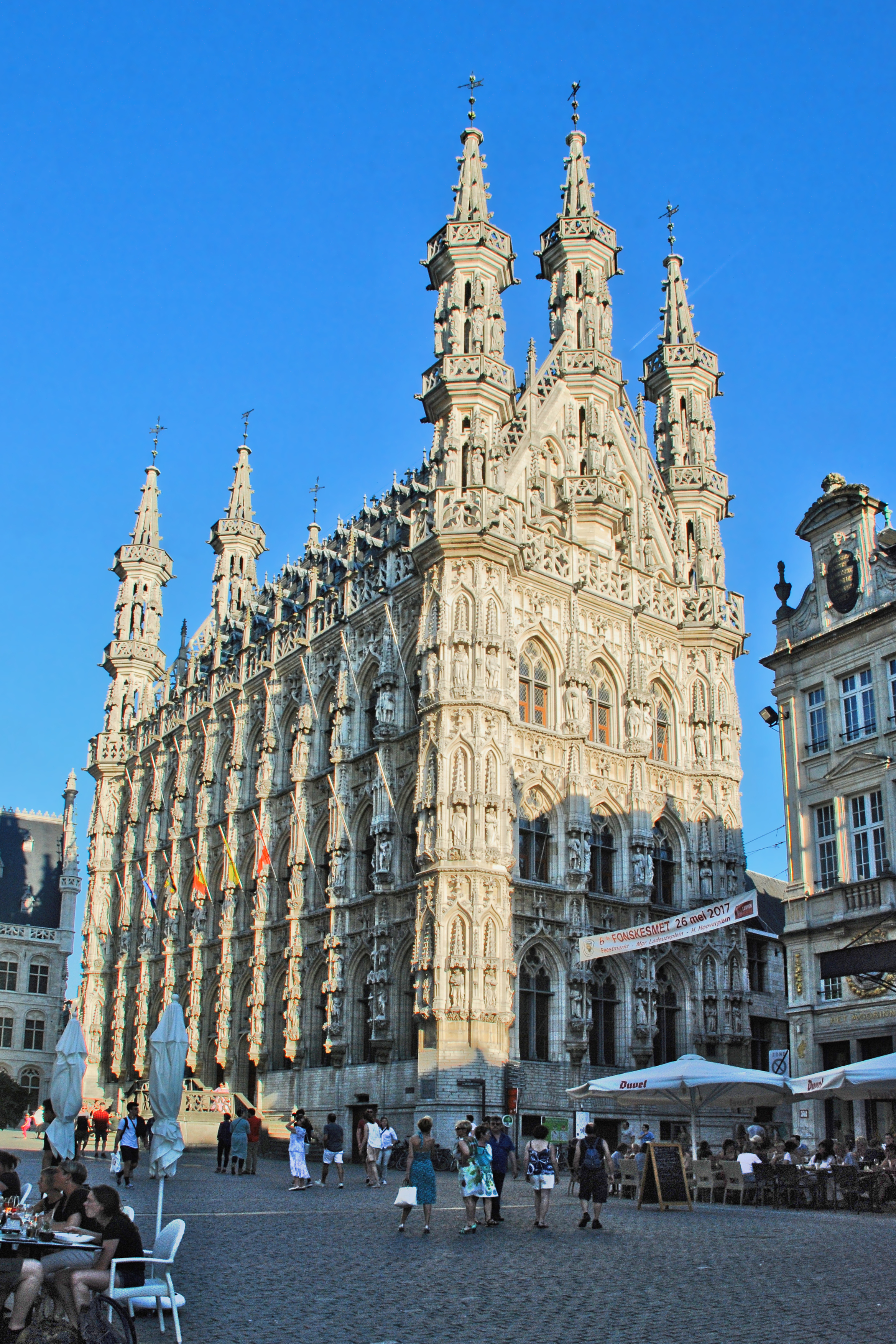
Radnice v Lovani
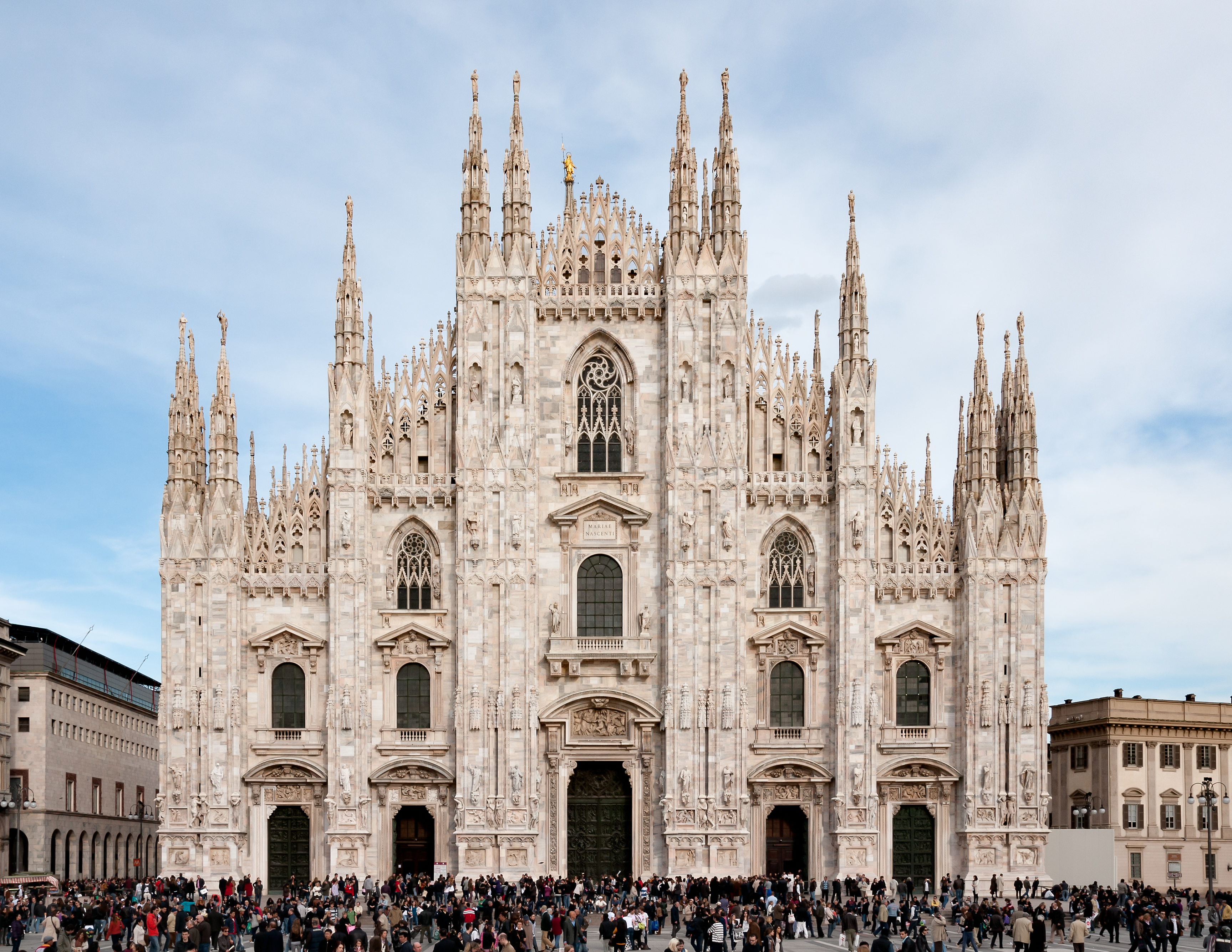
Milánská katedrála
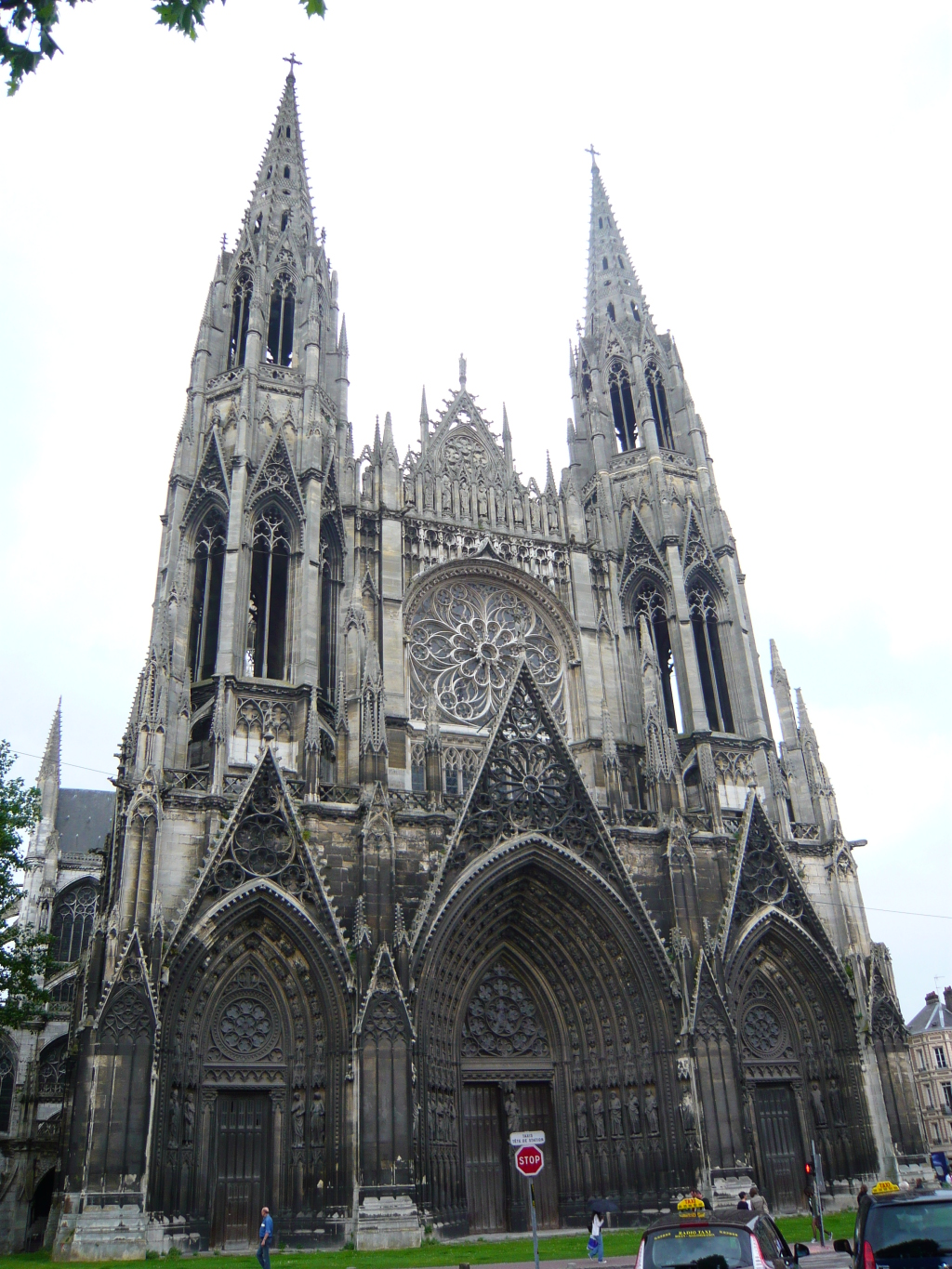
Západní fasáda kostela Saint-Ouen v Rouenu
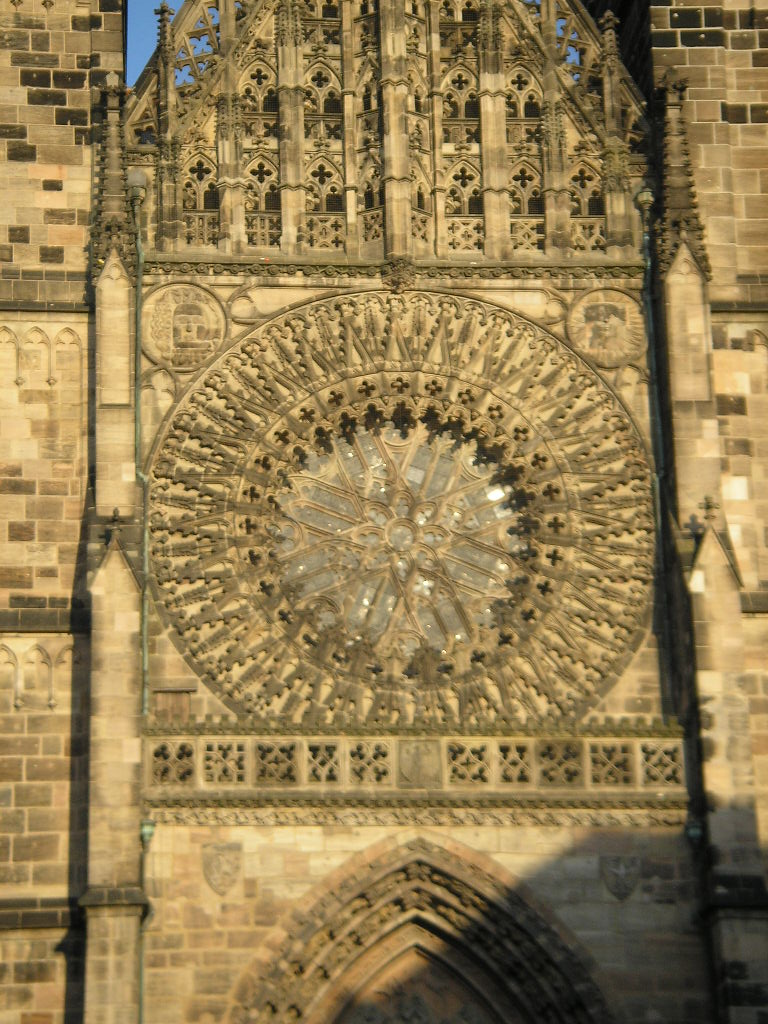
Detail západní fasády kostela sv. Vavřince v Norimberku
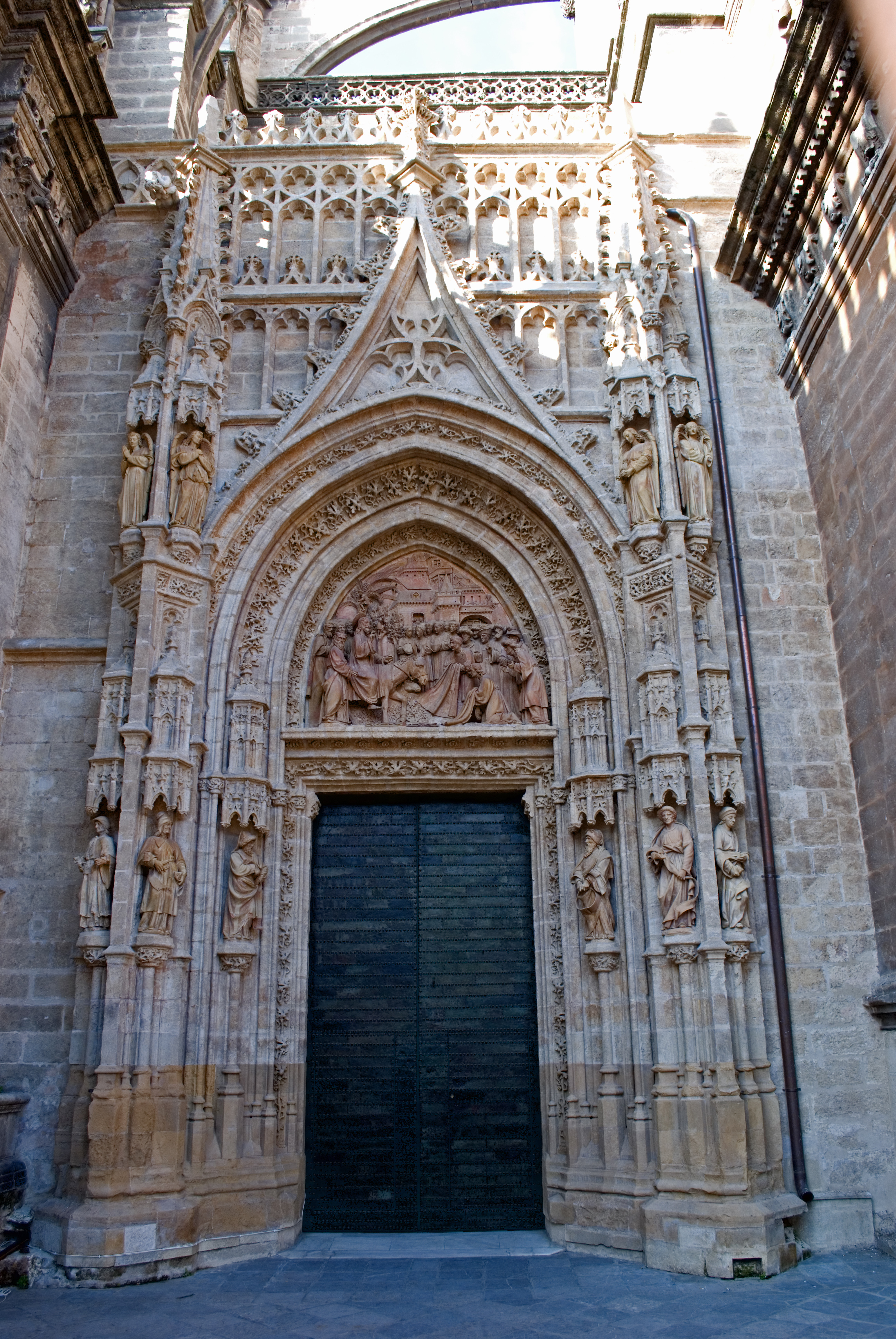
Portál zvonice katedrály v Seville